# Østnordiske sprog
 Der er for få eller ingen kildehenvisninger i denne artikel, hvilket er et problem. Du kan hjælpe ved at angive troværdige kilder til de påstande, som fremføres i artiklen.

De nordiske sprog opdeles traditionelt i de østnordiske sprog og de vestnordiske sprog. Denne opdeling sker på grundlag af monoftongeringerne af de fællesnordiske diftonger. De østnordiske sprog, der undergik den østnordiske monoftongering, omfatter dansk, visse østnorske dialekter og svensk.
At den traditionelle filologi opdeler de nordiske sprog i vest- og østnordisk primært på grund af diftongerne, er dog problematisk i forhold til, at diftongerne også er bevaret i det østligste Norden, nemlig Gotland, Svenskestland og dele af Svenskfinland samt i store dele af Nordsverige, hvorimod Norn på Shetlandsøerne er monoftongeret og dermed "østnordisk". Der er med andre ord snarere tale om en modsætning mellem centrum og udkant, hvilket udfordrer den traditionelle opdeling.
Ud over monoftongeringen forsvandt /h/ i forlyd i /hl/, /hn/ og /hr/. Denne udvikling skete dog ikke bare i svensk og dansk, men også i færøsk og norsk, mens islandsk dog bevarede /h/; denne lydforandring følger således heller ikke et øst-vestligt mønster. Eksempler er islandsk hlaupa, som svarer til norsk laupe og dansk løbe.
Senere følger et lignende svind af /h/ i forlyd i /hj/ og /hv/ i svensk og dansk rigsmål (men ikke i en række jyske dialekter). Denne forandring sker for /hj/'s vedkommende dog også i Norge, samt for /hv/'s vedkommende i østnorsk, hvorimod vestnorsk "skærper" /hv/ til /kv/ i lighed med færøsk (hvor /hj/ også skærpes til /tj/) og vestislandsk. Østislandsk har endnu /xv/, ligesom islandsk har bevaret /hj/.
Imidlertid fasholder nordjysk den oldnordiske udtale som hhv. /hw/ og /hj/, mens en skærpning af /hv/ til /kv/ ses i estlandssvensk og flere finlandssvenske, ja endda i enkelte rigssvenske dialekter. Denne opdeling følger således heller ikke den traditionelle øst-vest-opdeling.

## Monoftongering
De første monoftongeringer skete omkring år 1000 e.Kr. i sprogområdet, som dengang omfattede Danmark og Sverige. Sproget i Danmark fra denne tid (800-1100) kaldes almindeligvis olddansk, men sproget var stadig fællesnordisk, og det var først herfra, at sprogene begyndte at spalte sig.
I dag er monoftongeringerne også ret udbredte i Norge, men norsk sættes stadig i den vestnordiske kategori med blandt andre færøsk og islandsk. Denne monoftongering af de nordiske diftonger i østnordisk har medført, at man på islandsk har austur og heyra, medens svensk og dansk har monoftongeret disse diftonger: dansk øst og højre. De østnordiske monoftongeringer ramte tre af de nordiske diftonger au, ei og øy.

### Monoftongering af oldnordisk -au-
Den førstnævnte germanske/urnordiske diftong au blev til ø i østnordisk, hvilket kan ses i ord som oldnordisk rauður, som altså har byttet au ud med ø i østnordisk: svensk röd og dansk rød.

### Monoftongering af oldnordisk -ei-
ei var oprindeligt ai i germansk og urnordisk. Oldnordisk fik imidlertid ei og østnordisk udviklede derfra et langt e, eksempelvis urnordisk stainaz → oldnordisk steinn → østnordisk sten.

### Monoftongering af oldnordisk -øy-
øy er en omlydt diftong, da den oprindelig var au på urnordisk, men pga. i-omlyden ændrede den karakter.
Låneord og nydannelser har ikke undergået den østnordiske monoftongering, hvilket bevirker, at der er en lang række undtagelser i dansk.